# مانسیری هیمال
مانسیری هیمال (انگلیسی: Mansiri Himal) زیررشته کوچک و مرتفعی از رشته‌کوه هیمالیا در شمال مرکزی نپال است که در ۱۰۰ کیلومتری شمال‌غرب کاتماندو قرار دارد. رود مارسیانگدی این کوه‌ها را به سمت جنوب‌غرب از توده‌کوه آناپورنا جدا می‌کند.
رشته مانسیری هیمال به نام‌های ماناسلو هیمال یا توده گورخا نیز شناخته می‌شود. سه کوه از کوه‌های بلند دنیا (با حداقل  ارتفاع نسبی ۵۰۰ متر) در این رشته قرار دارند:
- ماناسلو، ۸٬۱۵۶ متر، ۸مین کوه بلند دنیا
- هیمالچولی، ۷٬۸۹۳ متر، ۱۸ مین کوه بلند دنیا
- نگادی چولی، ۷٬۸۷۱ متر، ۲۰مین کوه بلند دنیا

رشته مانسیری به دلیل ناهمواری محلی خود دارای اهمیت است. این کوه‌ها ۷٬۰۰۰ متر بالاتر از کف دره رود مارسیانگدی و در فاصله افقی کمتر از ۳۰ کیلومتری آن سر برافراشته‌اند.